# Saturn-Film

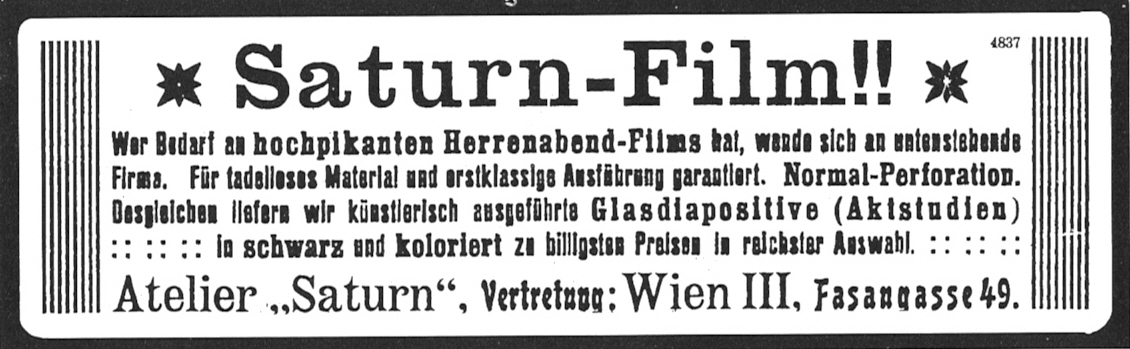
Pubblicità della Saturn-Film del 3 novembre 1906

La casa di produzione Saturn-Film fu la prima azienda austriaca di produzione cinematografica, fondata dal fotografo Johann Schwarzer a Vienna e fu attiva dal 1906 fino al 1911.
L'azienda era specializzata nella produzione di cortometraggi erotici-pornografici che venivano distribuiti a livello internazionale tramite il catalogo dell'azienda.
Nel 1911, a seguito di reclami provenienti da tutto il mondo la polizia sequestrò la sede della Saturn e distrusse gran parte del suo catalogo che consisteva in una cinquantina di pellicole.
La censura impedì a Schwarzer di ricreare l'attività quando tentò senza successo di produrre film più classici senza le caratteristiche erotiche e pornografiche che avevano di fatto reso famosa la Saturn e il suo fondatore.

## Produzioni

### Catalogo del 1907
- Baden verboten
- Der Traum des Weidmannes
- Das unruhige Modell
- Das Sandbad
- Schaukelpartie
- Diana im Bade
- Schleiertanz
- Jugendspiele
- Cricket und Reifenspiel
- Springschnur und Amazonen
- Sklavenschicksal
- Ein böser Fall
- Der Angler
- Sklavenraub
- Am Sklavenmarkt
- Jugendspiele III
- Faun und Nixen
- Weibliche Ringkämpfer
- Der Traum des Bildhauers
- Im Harem
- Die Sklaverei im Orient
- Sklavenschicksal
- Eine aufregende Jagd
- In der Garderobe
- Eine moderne Ehe
- Im Hotel

### Lista dei film confiscati nel 1911  (Gazzetta Ufficiale della Wiener Zeitung)
- Im Bade
- Ein toller Streich
- Zimmer zu vermieten
- Aufregende Lektüre
- Die Macht der Hypnose
- Lebender Marmor
- Weibliche Assentierung
- Im Atelier
- Wie der Herr, so der Diener
- Der Hausarzt
- Bei Madame Juliette
- Der Kunstmäzen
- Pfänderspiele
- Der Erbonkel
- Ehebruch oder nicht
- Die lebenden Marmorbilder